# Armand Gautier

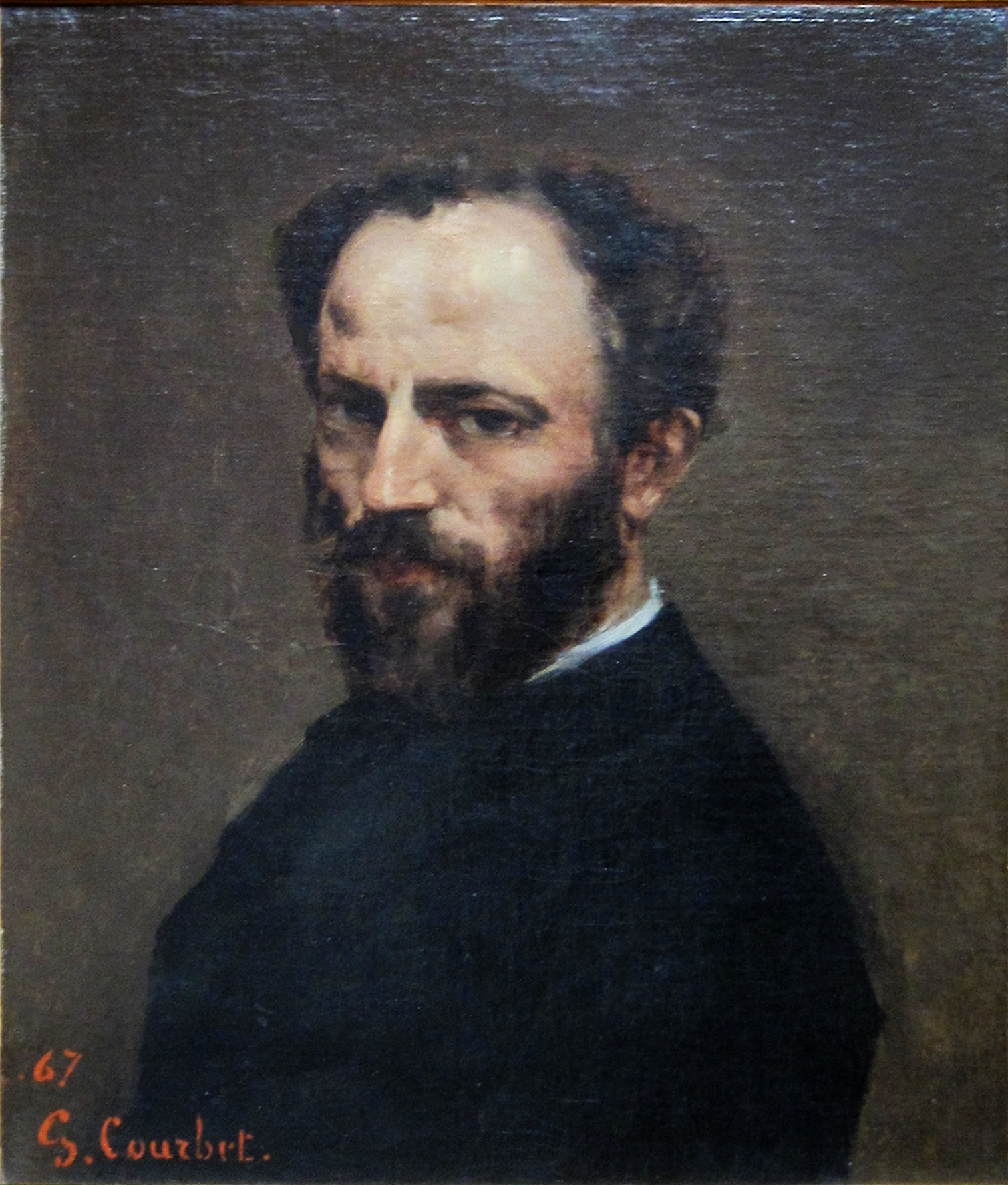
Portret van Armand Gautier door Gustave Courbet 1867

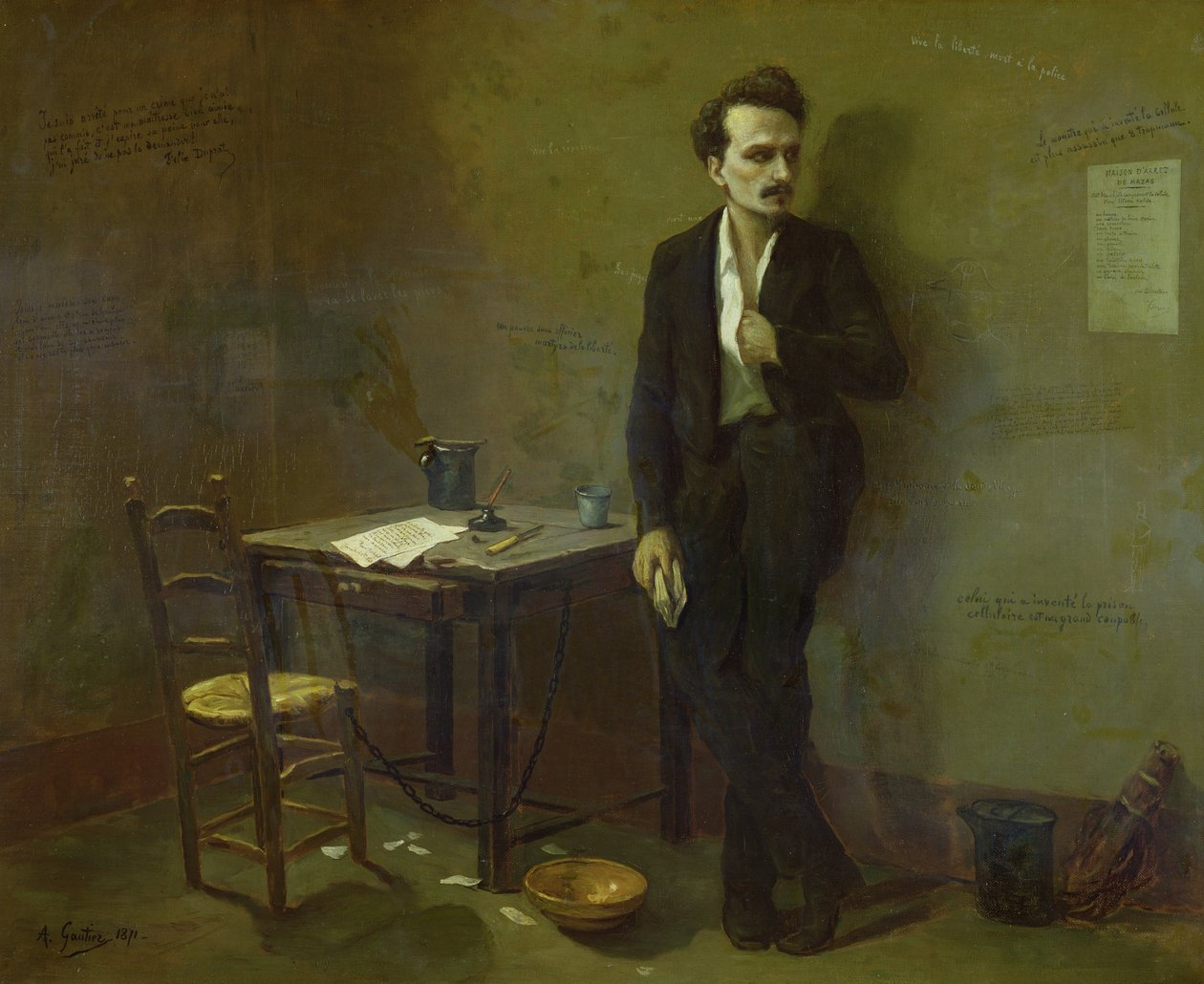
Henri Rochefort in de gevangenis van Mazas, olieverf op doek

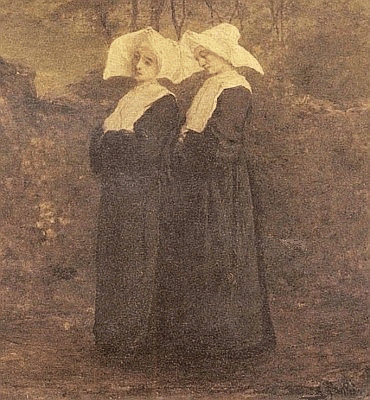
Dochters van Liefde

Armand Désiré Gautier (Rijsel, 19 juni 1825 – Parijs, 29 januari 1894) was een Frans kunstschilder en lithograaf. Hij wordt ook wel Amand Désiré Gautier genoemd.
Gautier was aan de École nationale supérieure des beaux-arts een leerling van Léon Cogniet. Hij bewoog zich in de kringen rond Gustave Courbet, van wiens werk hij ook lithografieën maakte. Dit deed hij ook met werk van Charles-François Daubigny. Hij was, naast onder anderen Henri de Toulouse-Lautrec, medeverantwoordelijk voor de stijgende populariteit van lithografie als druktechniek in het negentiende-eeuwse Parijs. Diverse bronnen noemen een bijnaam voor Gautier, te weten "schilder van de Dochters van Liefde", wat niet onaannemelijk is aangezien zij het onderwerp vormden voor een aantal van zijn werken.